# Almaty (tỉnh)
Almaty (tiếng Kazakh: Алматы облысы, Almatı oblısı, tiếng Nga: Алматинская область), là một tỉnh của toạ lạc phía đông của Cộng hoà Kazakhstan. Thủ phủ đồng thời là thành phố lớn nhất tỉnh là Taldykorga, với dân số 118.400 người. Toàn tỉnh có dân số 1.603.700 người.

## Địa lý
Tỉnh Almaty là tỉnh có lãnh thổ bao quanh thành phố Almaty, có chung đường biên giới với các tỉnh Chuy và Issyk Kul của Kyrgyzstan về phía tây và khu tự trị Tân Cương của Trung Quốc về phía đông. Ngoài ra Almaty cũng tiếp giáp với 3 tỉnh của Kazakhstan: giáp với tỉnh Zhambyl về phía tây, giáp với Karagandy về phía tây bắc và giáp với Đông Kazakhstan về phía đông bắc.
Hồ Balkhash (Balqash Koli ở Kazakhstan) là biên giới tự nhiên giữa tỉnh Almaty và tỉnh Karagandy. Dãy núi Trans-Ili Alatau, một nhánh của dãy Thiên Sơn mở rộng là biên giới tự nhiên giữa tỉnh với nước cộng hoà Kyrgyzstan.

## Nhân khẩu
Điều tra dân số năm 1989 (ngoại trừ Alma-Ata) người Kazakh 54,2%; người Nga 28,6%; người Uyghur 7,8%; dân tộc khác 9,4%.
Điều tra dân số năm 1999 (ngoại trừ Alma-Ata) người Kazakh 66,4%; người Nga 23,8%; người Uyghur 7,0%; dân tộc khác 4,6%.
Điều tra dân số năm 2009 (ngoại trừ Alma-Ata) Người Kazakh 68,2%; người Nga 22,8%; người Uyghur 6,2%; dân tộc khác 3,8%

## Điểm tham quan
1. Besqaynar - khu nghỉ mát trượt tuyết nằm ở độ cao 1.500 mét so với mức nước biển.
2. Tamgaly - một Di sản thế giới (bức tranh khắc đá).
3. Charyn Canyon - Vườn quốc gia Charyn.
4. Talgar - một khu vực Kurgan Issyk
5. Medeo - một trong rinks băng nổi tiếng nhất trên thế giới
6. Dostyk - một điểm nhập cảnh từ Trung Quốc sang Kazakhstan
7. Kapchagay đập trên sông ILI

## Liên kết
- Trang chính thức Lưu trữ ngày 16 tháng 7 năm 2018 tại Wayback Machine